# Cancelarul Elveției
Cancelarul Austriei, oficial cancelarul federal al Republicii Austria (germană Bundeskanzler der Republik Österreich) este șeful guvernului Republicii Austria.
În total, 29 de persoane au ocupat funcția de cancelar. Actualul deținător al postului, Christian Stocker, a depus jurământul pe 3 martie 2025 de către președintele Alexander Van der Bellen.

## Sistemul politic al Austriei
Cancelarul Austriei prezidează și conduce cabinetul, care este compus din cancelar, vicecancelar și miniștri. Împreună cu președintele, care este șeful statului, cabinetul formează conducerea executivă a țării.
Austria este o republică parlamentară, un sistem de guvernare în care puterea reală revine șefului guvernului. Cu toate acestea, în Austria, majoritatea acțiunilor executive de mare anvergură pot fi exercitate doar de președinte, la recomandarea sau cu contrasemnătura cancelarului sau a unui anumit ministru. Prin urmare, cancelarul are nevoie de acordul președintelui pentru a implementa decizii mai importante. Nici miniștrii, nici vicecancelarul nu raportează cancelarului.
În legislativ, puterea cancelarului depinde de mărimea grupului parlamentar afiliat. În cazul unui cabinet de coaliție, cancelarul este de obicei liderul partidului cel mai reprezentat în Consiliul Național.

## Galerie

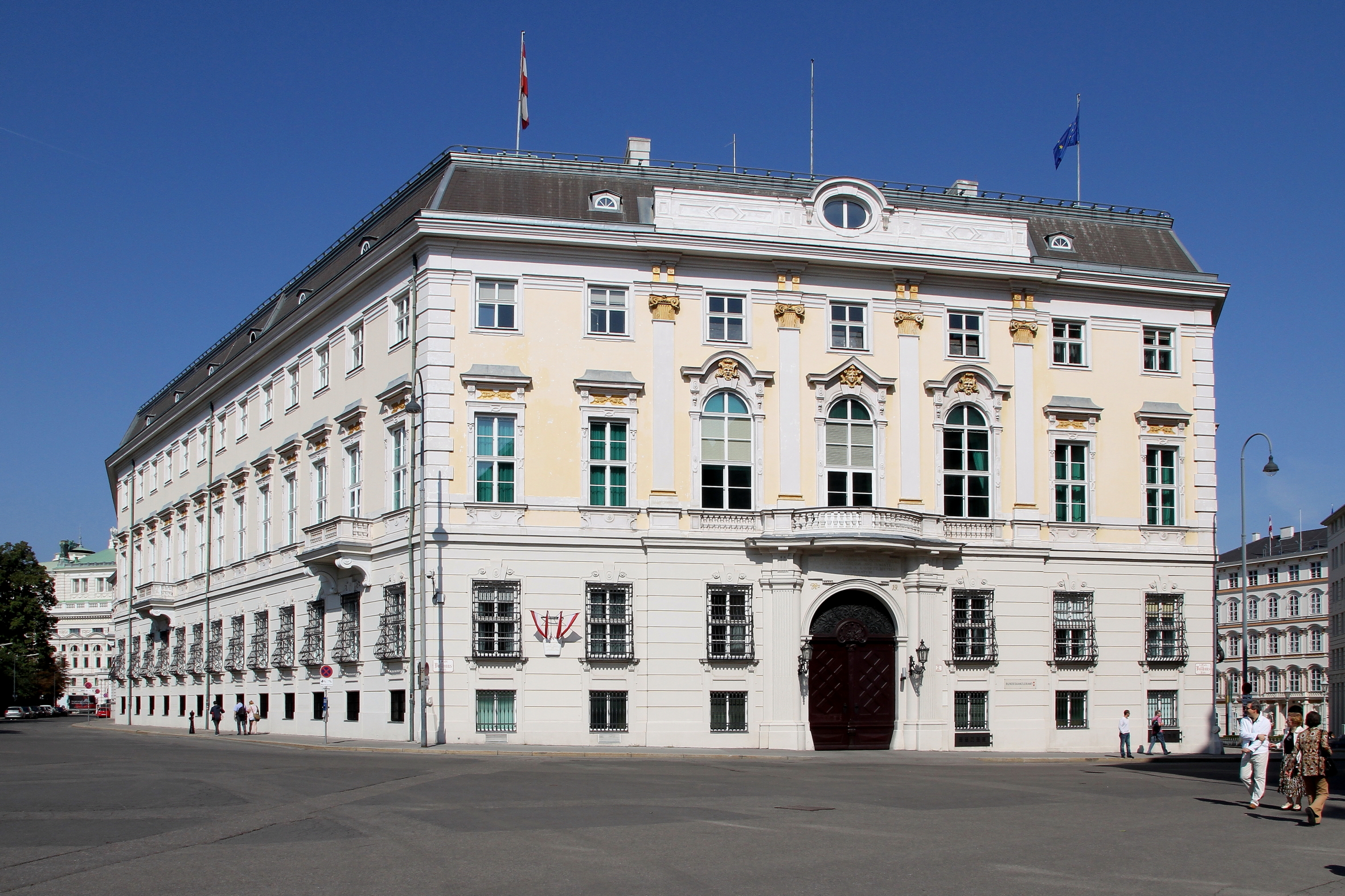
Cancelaria Federală din Viena.
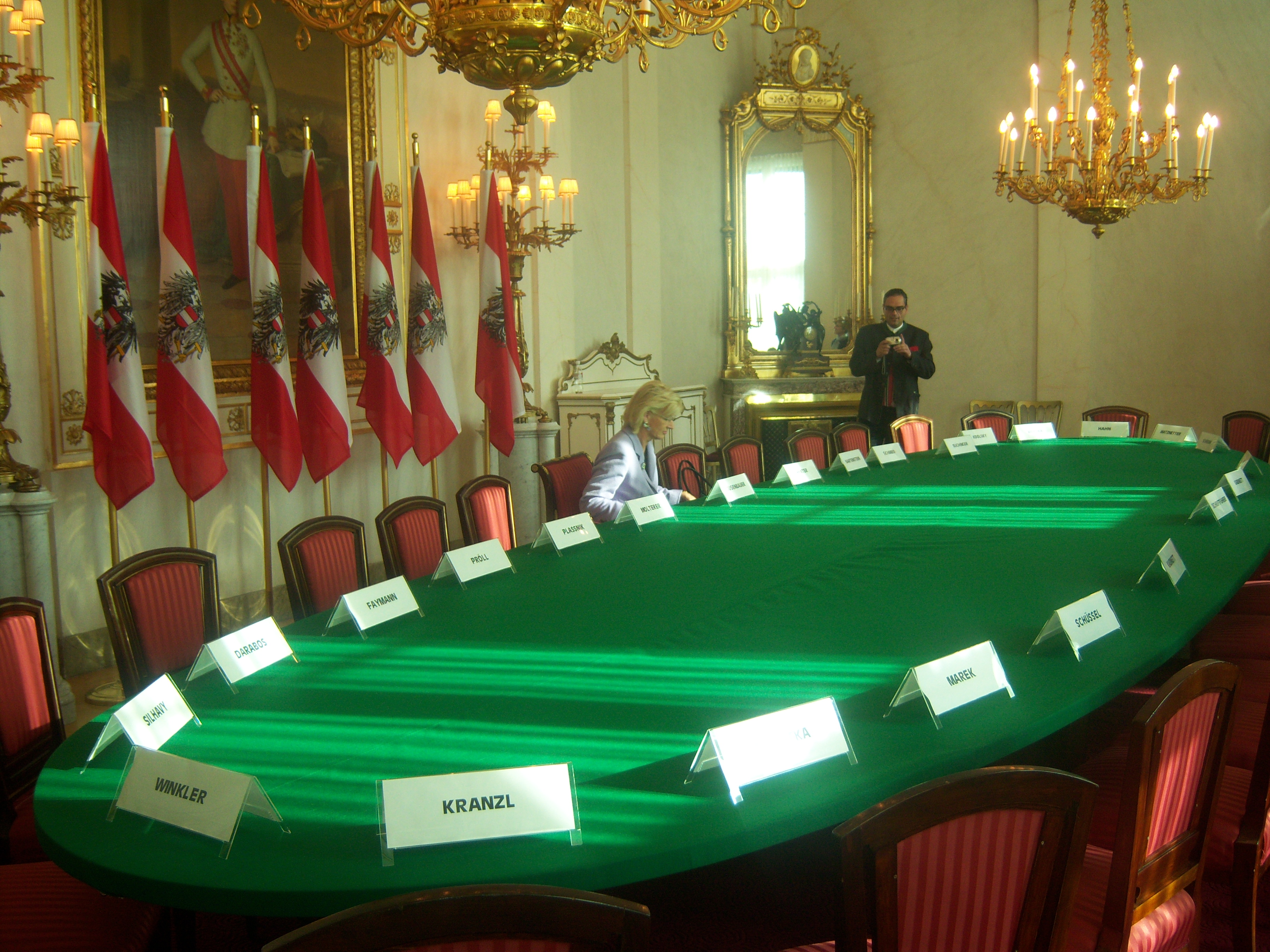
Sala Consiliului de Miniștri din Cancelaria Federală.